# Soava Gallone
Soava Gallone, née Stanisława Winawerówna (1880 - 30 de mayo de 1957) fue una actriz de cine polaca-italiana quién hizo apariciones durante los primeros años del cine en Italia. Apareció en más de 40 películas entre 1913 y 1931. Fue la esposa del director de cine Carmine Gallone. Su madre era la escritora polaca Regina Winawer. Su hermano menor Józef Bruno Winawer (conocido en Italia con el nombre artístico de Giuseppe Varni) también fue actor.

## Filmografía seleccionada
- Il bacio di Cirano (1913)
- Senza colpa! (1915)
- Sotto le tombe (1915)
- Avatar (1916)
- La storia di un peccato (1918)
- A Doll Wife (1919)
- On with the Motley (1920)
- Nemesis (1920)
- Through the Shadows (1923)
- The Faces of Love (1924)
- The Fiery Cavalcade (1925)
- The Doctor's Secret (1931)